# Francisco Aguabella
Francisco Aguabella (ur. 10 października 1925, zm. 7 maja 2010) – kubański perkusista. Współpracował m.in. z takimi wykonawcami jak: Dizzy Gillespie, Tito Puente, Eddie Palmieri, The Doors, Paul Simon, Weather Report, Cal Tjader, Frank Sinatra, Louie Bellson, Walfredo de los Reyes, Nancy Wilson, Lalo Schifrin, Machito oraz Santana.